# Wartensleben

Stammwappen derer von Wartensleben

Wartensleben ist der Name eines alten preußischen Adelsgeschlechts. Die Familie, deren Zweige zum Teil bis heute bestehen, gehört zum Uradel im Erzstift Magdeburg.

## Geschichte

### Herkunft
Nach Pierer ist wahrscheinlich Warsleben bei Ausleben der namensgebende Stammsitz, zwischen Magdeburger Börde und dem Höhenzug Elm gelegen. Erstmals erwähnt wird die Familie im Jahre 1270 mit Baldewin de Werdesleve als Zeuge in einer Urkunde des Klosters Althaldensleben. 1282 tritt Gerhard gemeinsam mit seinem Bruder Ulrich (I.) eine Hufe mit Hof in Werdesleue, die sie von den Edlen von Warberg zu Lehn trugen, gegen eine Entschädigung an das Kloster Mariental (Mariental) ab; beide werden in der Urkunde als Bürger zu Helmstedt bezeichnet.
Nach Kneschke und Zedlitz-Neukirch soll das Geschlecht ursprünglich aus der Grafschaft Schauenburg stammen und bis zur Mitte des 13. Jahrhunderts unter dem Namen von Bartensleben erschienen sein; später soll es sich dann in Sachsen und Brandenburg niedergelassen haben. Im Schaumburgischen war die Familie jedoch erst ab 1544 auf Exten ansässig und mit den altmärkischen Bartensleben ist keine Stammesgemeinschaft nachgewiesen.

### Ausbreitung und Persönlichkeiten
Dietrich (II.), sesshaft zu Oschersleben, war vom Halberstädter Bischof Gebhard von Hoym, gemeinschaftlich mit Paul und Diedrich von Bornstedt, mit einem Hufe zu Wulferstedt und zwei Höfen zu Beckendorf (heute Ortsteil von Oschersleben), von denen einer zehntfrei war, belehnt. Außerdem war er mit dem Zehnt vom Dorf und Feld zu Gunsleben und weiteren Gütern, unter anderem zu Gumaringen und Klein- und Großwulferstedt, belehnt. Nach seinem Tod ging der Zehnt von Gunsleben auf den Mitbelehnten Friedrich von Hoym über. Henning (IV.) wurde vom Bischof Gebhard zu Halberstadt, nach dem Lehnsregister von 1458 bis 1480, mit zwei Hufen und sechs Gärten zu Ottleben (heute Ortsteil von Ausleben), zwei Hufen auf dem Hegersdorfer Felde und einem Holzfleck am Brandesleber Holz belehnt.

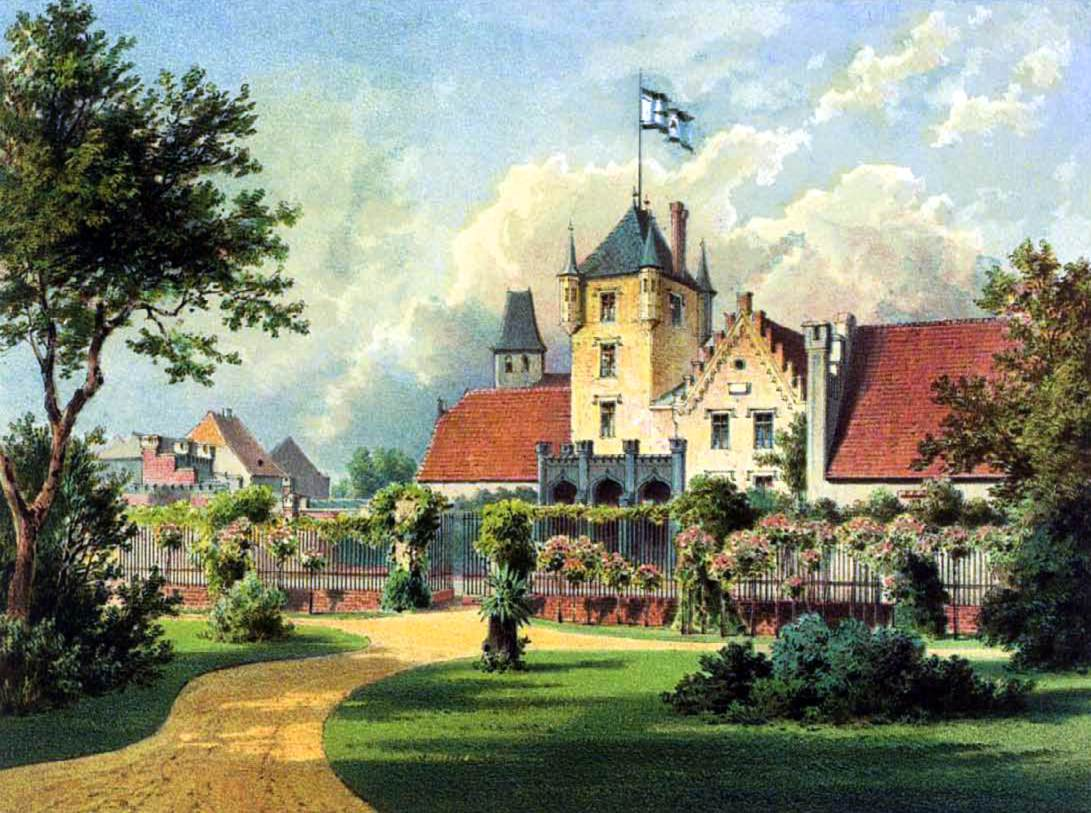
Schloss Brumby (um 1865)

Jordan (III.), der Stifter des Hauses Brumby, erwarb im Jahre 1456 von Curt von Dieskau den Hof zu Brumby. Der Besitz wurde zu einem Teil von den Erzbischöfen von Magdeburg, zum anderen Teil von den Grafen von Barby als Lehn getragen. Im Jahre 1470 ist er von dem Edlen Curt von Warberg mit dem Zehnt von 16 Hufen auf dem Felde zu Telze sowie mit fünf Wispeln Zins von Schwanebeck beliehen worden. Jordan Heinrich auf Brumby heiratete Margarethe von Rauchhaupt aus dem Hause Sarsdorf und wurde 1610 vom Magdeburger Bistumsadministrator Christian Wilhelm von Brandenburg mit dem Hofe zu Brumby nebst Zubehör beliehen. 1617 wurde er mit weiteren Gütern um Brumby vom Grafen Wolfgang Friedrich von Barby beliehen. Er starb 1658. Die Linie in der Altmark erlosch 1683 mit dem Tod von Vollrath Christian.

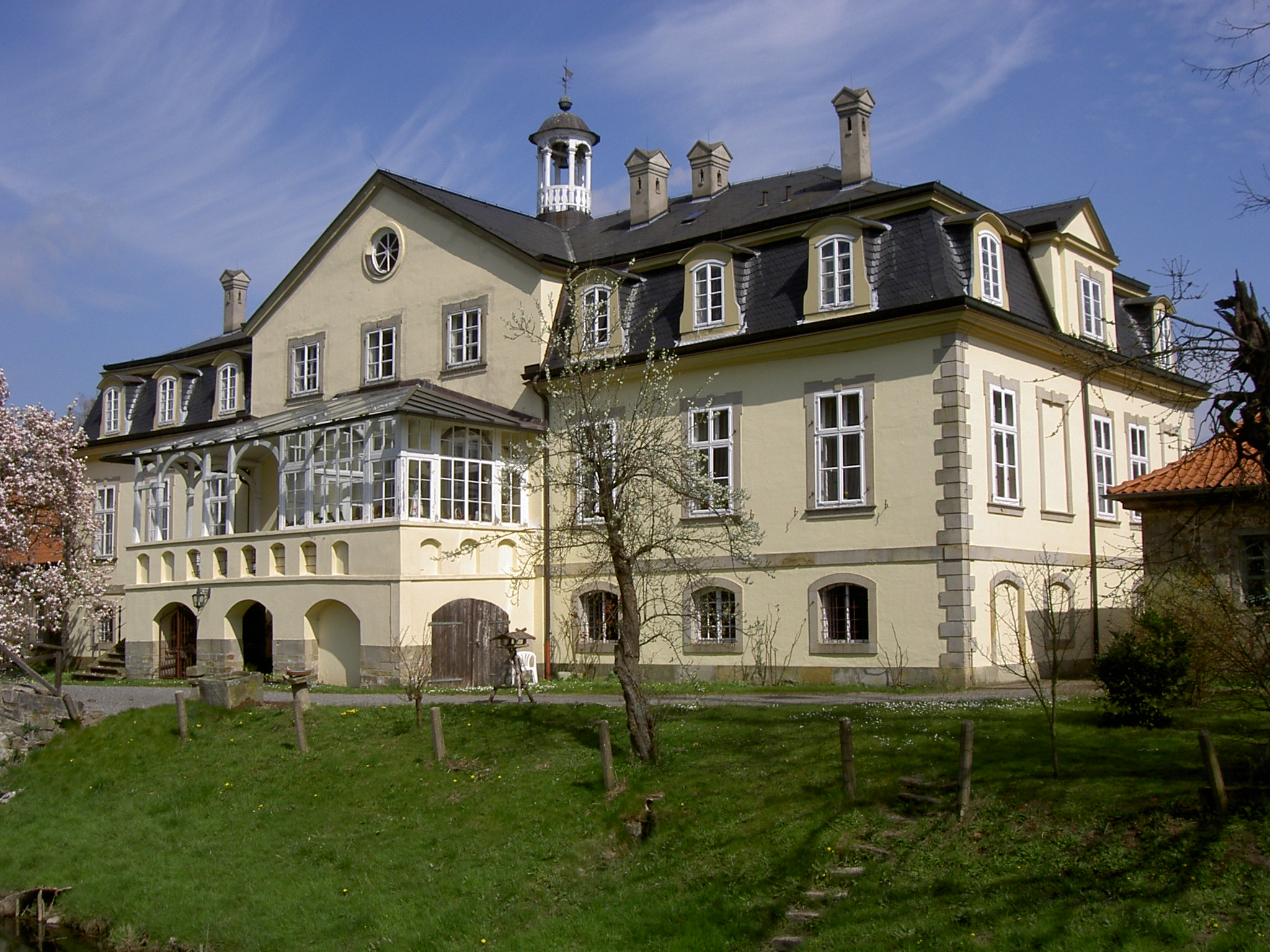
Rittergut Exten

Die Extersche Linie auf Exten bei Rinteln im Landkreis Schaumburg ist urkundlich bis auf Bodo von Wartensleben 1471 zurückzuführen. Nach dem Tod des Bernd von Eckersten (manchmal auch Eckerstein) auf Exten um 1543/44 beerbte diesen sein Neffe Jost (auch Jobst) von Wartensleben. Er übernahm den Hof am 1. Januar 1545 nach einem Erbstreit mit Johann Westphal und seiner Frau Gisela, einer geborenen von Eckersten. Der 1650 geborene Alexander Hermann, später preußischer Minister und seit 1703 erster Graf, sowie sein Bruder Simon Elmershausen (* 1653) stammen in der siebten Generation aus dieser Linie. 1727 wurde das heutige Haupthaus des Rittergutes in Exten durch den Bremer Baumeister Conrad Georg Conradi für Karl Christian Graf von Wartensleben errichtet. Angeblich aus Besorgnis, dass König Jérôme das Rittergut ohne Entschädigung einziehen würde, verkaufte Ferdinand Graf von Wartensleben es 1809 für 55.000 Taler an Bernard Diederik Gijsbert Freiherr von Wardenburg.
Karl Christian Graf von Wartensleben, der zweite Sohn des Simon Elmerhaus, geboren am 11. Februar 1689 in Exten, diente erst in der preußischen Armee, trat dann als Oberstleutnant in herzoglich sachsen-gothaische Dienste, welche er als Oberst verließ. Er wurde 1745 in den Grafenstand erhoben und starb am 3. Januar 1760. Er war königlich schwedischer und fürstlich hessischer Rat und Oberforstmeister der Grafschaft Schaumburg. Er heiratete im Januar 1715 Herminia Sibylla von Diepenbroich, die am 3. November im selben Jahr starb, am 28. Februar 1720 Louise Albertine von Quadt zu Wickradt (1697–1744) und am 19. August 1745 Amalie Philippine von Halcken (* um 1698; † 1783).

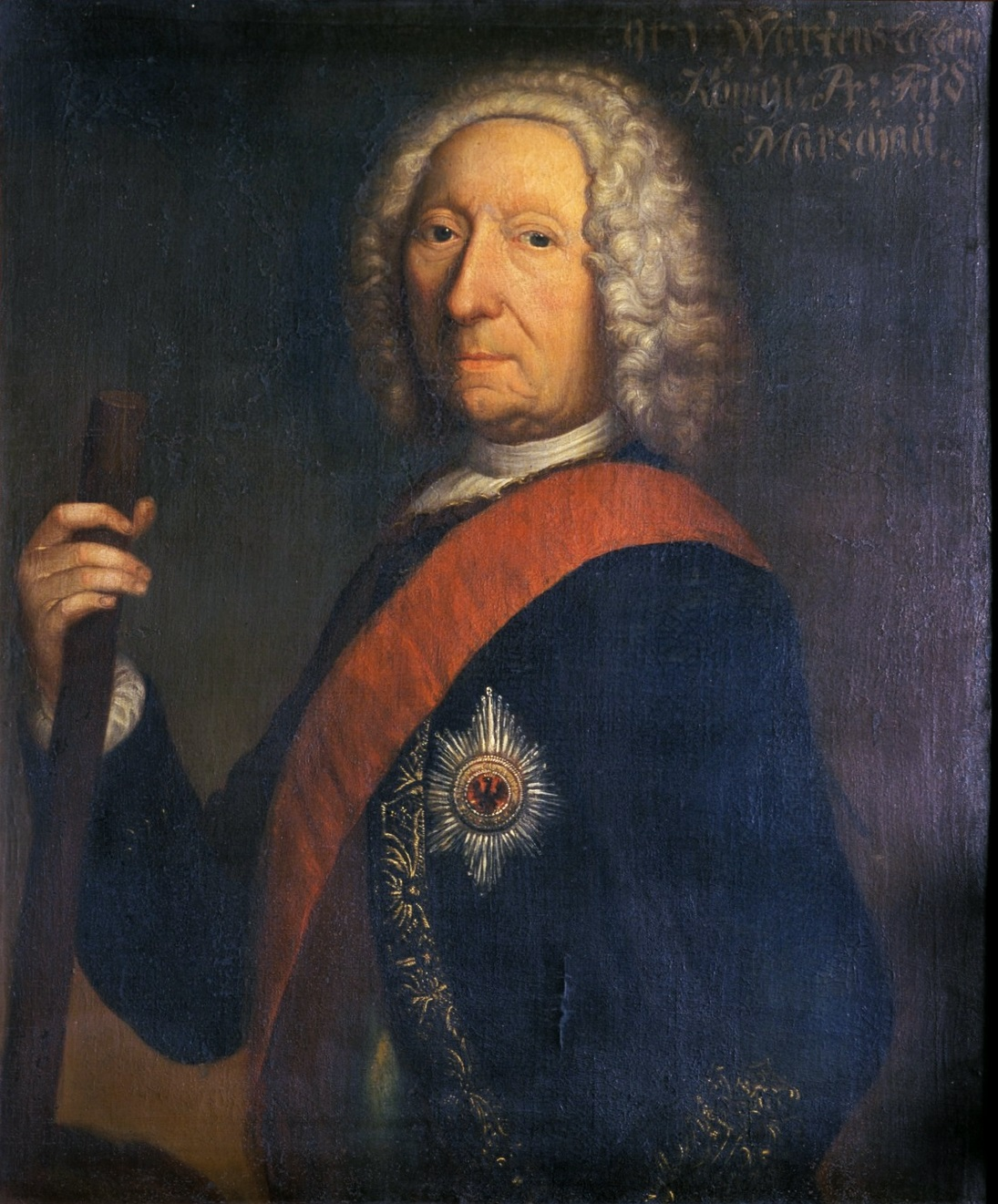
Alexander Hermann von Wartensleben (1650–1734), preußischer Minister und Generalfeldmarschall

Alexander Hermann von Wartensleben, der Begründer der Preußischen Linie und erste Reichsgraf, wurde zunächst Oberbefehlshaber thüringischer Truppen in der Reichsarmee und wechselte 1702 in den Dienst des preußischen Königs Friedrich I., wo er Mitglied des berüchtigten Drei-Grafen-Kabinetts wurde und die preußische Politik von 1702 bis 1710 maßgeblich mitgestaltete. Nach dem Sturz des „dreifachen Weh“ durch den nachfolgenden „Soldatenkönig“ Friedrich Wilhelm I. kam er als einziger der früheren Minister einigermaßen ungeschoren davon und starb 1734 als Generalfeldmarschall. Von seinen zahlreichen Kindern begründete der Sohn Karl Sophronius Philipp, sächsisch-polnischer Minister, die kurzlebige niederländische Linie Wartensleben-Flodroff; der Sohn Hermann heiratete Dorothea von der Groeben, die Erbin eines großen Güterkomplexes; sie erbauten ab 1736 das Schloss Meseberg; der Sohn Leopold Alexander wurde preußischer Generalleutnant.
Leopold Alexanders Nachkommen begründeten einen älteren und einen jüngeren Zweig. Zum älteren Zweig gehörte unter anderem Wilhelm Friedrich Graf von Wartensleben, Hofmarschall der verwitweten Prinzessin von Preußen und dessen Sohn, der preußische Schlosshauptmann Ludwig Christian Graf von Wartensleben. Gustav Ludwig Graf von Wartensleben (* 1796), ein Sohn von Ludwig Christian, wurde Majoratsherr auf Gut Karow bei Genthin, Ritter des Johanniterordens, preußischer Kammerherr und Oberstleutnant. Er heiratete 1825 Elisabeth von Goldbeck. Karow blieb bis 1945 im Familienbesitz.
Wilhelm Ludwig Gustav Graf von Wartensleben (* 1734), Sohn des Grafen Carl Philipp Christian und Enkel von Simon Elmershausen von Wartensleben, preußischer Regierungsrat und Drost zu Hausberge († 1798), war der Stammvater der jüngeren österreichischen Linie. Er heiratete eine Gräfin Teleki aus dem Hause Gyömrő, aus ungarisch-reformierter Familie, und starb 1798 als k.k. Generalfeldzeugmeister. Sein Urenkel August Wilhelm Laszlo (* 1804), Erbherr auf Gyömrő, Farkasd und Vasad bei Pest im Königreich Ungarn, wurde k.k. Oberleutnant. Er heiratete 1830 Barbara Patay de Baj und konnte den Stamm fortsetzen.
Im 19. Jahrhundert erwarb die Familie 1848 das Rittergut Rogäsen in der damaligen preußischen Provinz Sachsen, im heutigen Land Brandenburg von der Familie von Werder. Das Gut blieb bis 1945 im Besitz der Familie.
Ein Familienverband wurde am 14. Oktober 1871 in Berlin gegründet.
Nach dem Zweiten Weltkrieg 1945 wurde in der Sowjetischen Besatzungszone im Zuge der Bodenreform durch die sowjetische Verwaltung sämtliches immobiles Eigentum der Familie enteignet.

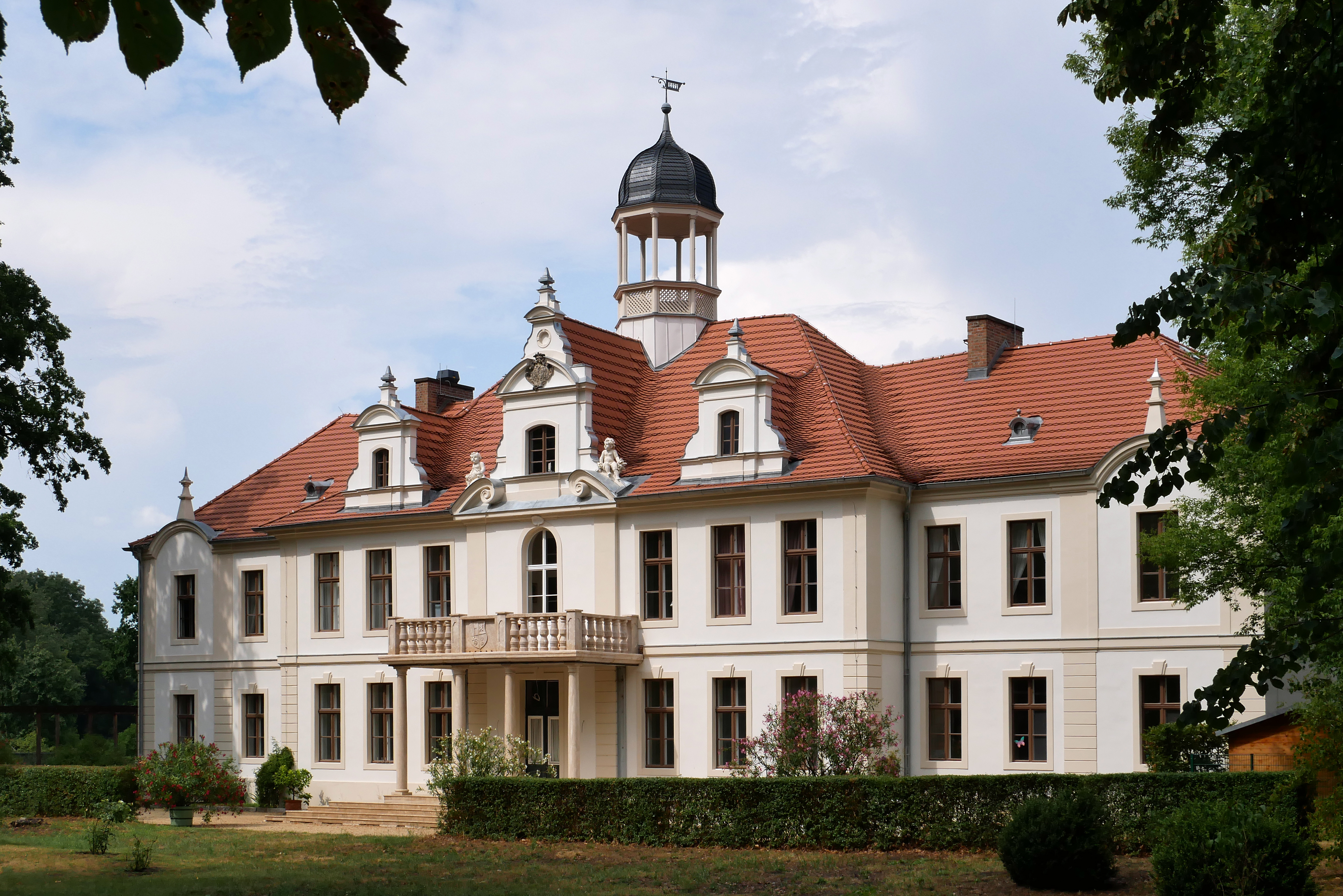
Karow, Sachsen-Anhalt
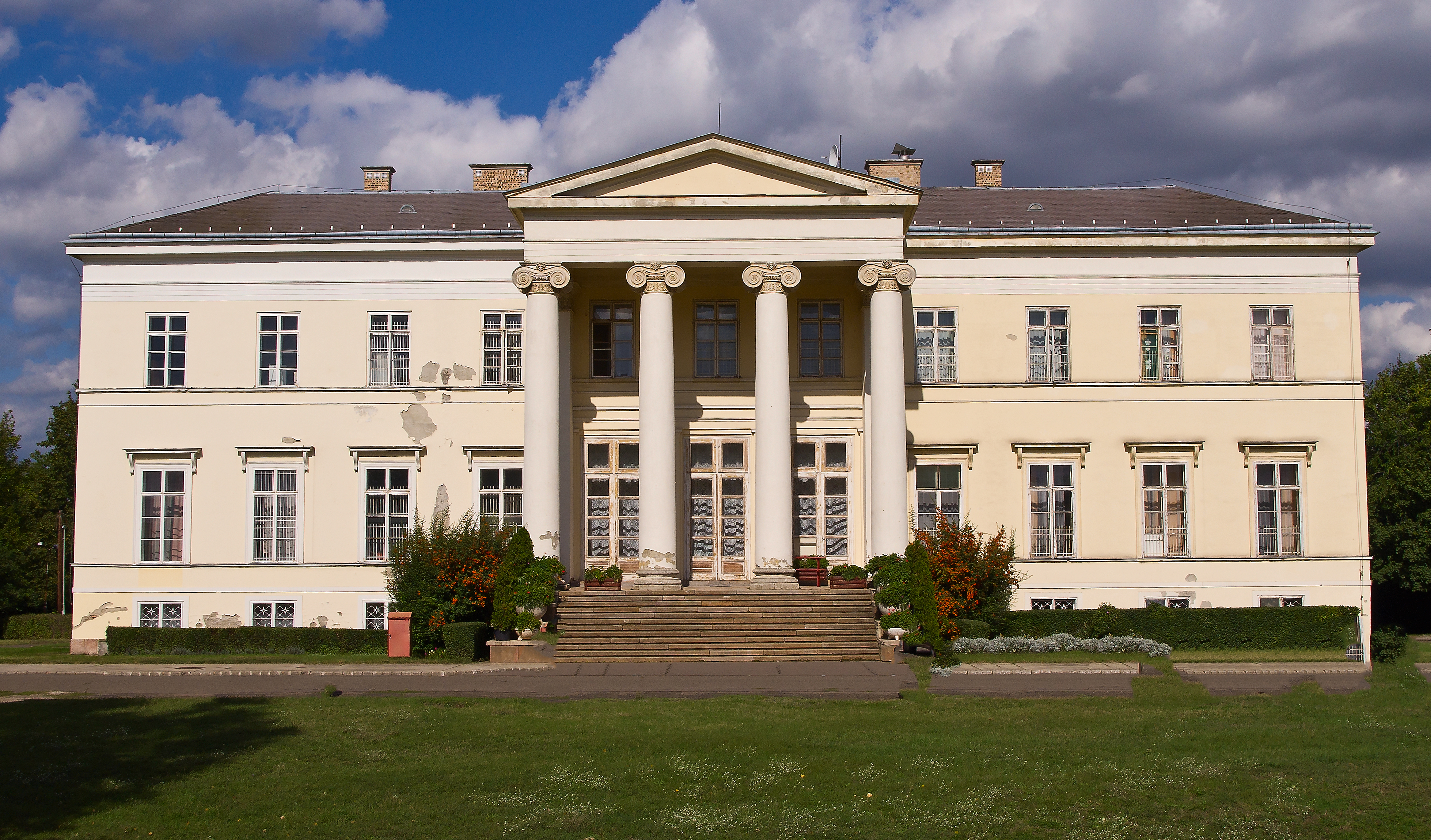
Gyömrő, Ungarn
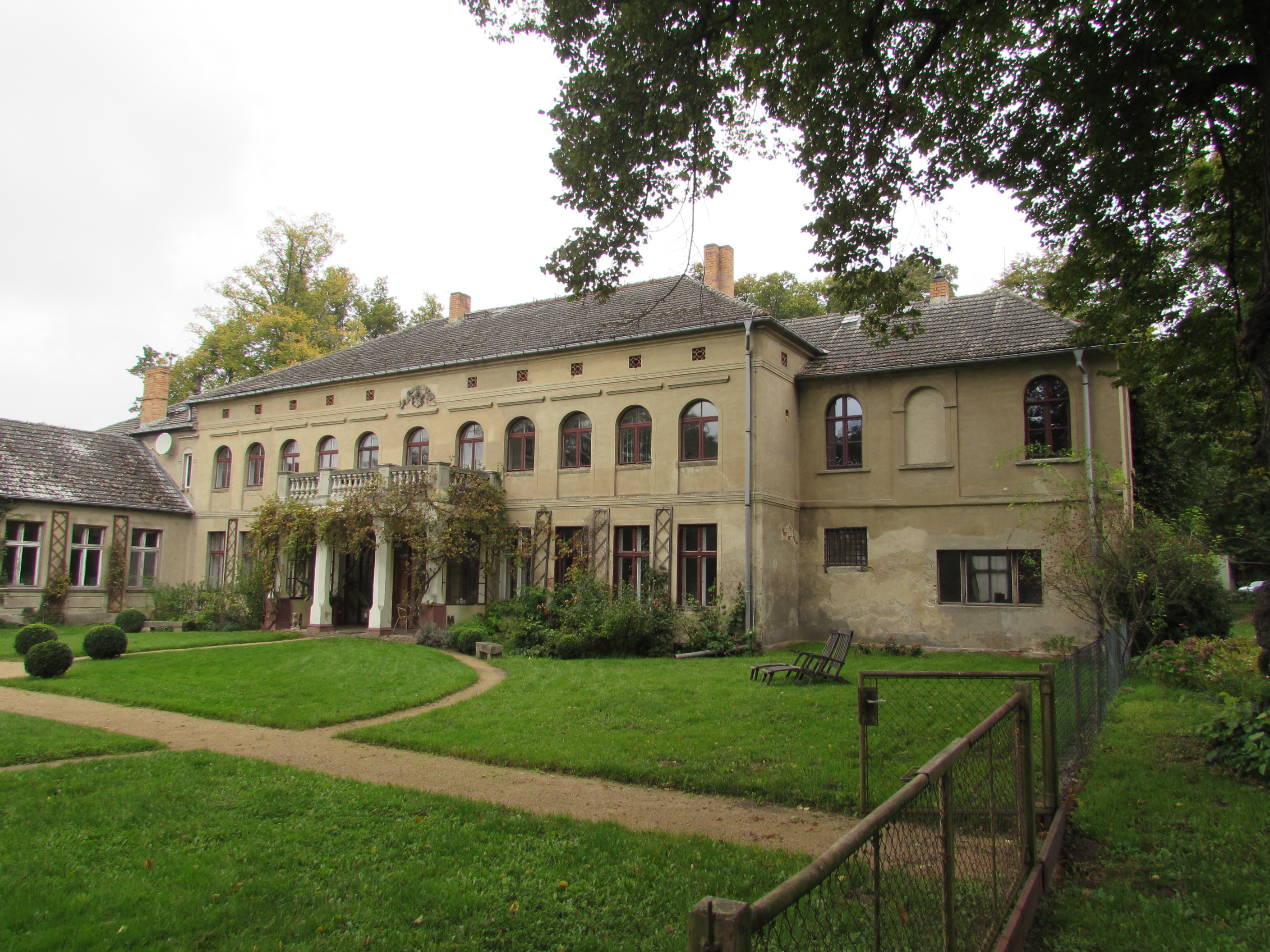
Rogäsen, Brandenburg

### Standeserhebungen
Alexander Hermann von Wartensleben, preußischer Generalfeldmarschall, wurde am 1. Januar 1703 zu Berlin in den preußischen Grafenstand erhoben. Am 29. März 1706 zu Wien erhielt er den Reichsgrafenstand mit der Anrede Hoch- und Wohlgeboren und einer Wappenbesserung zusammen mit seinem Sohn Carl Philipp Graf von Wartensleben, königlich preußischer Kammerherr und Dompropst von St. Peter und Paul (Brandenburg an der Havel). Letzterer erhielt gleichzeitig eine Namen- und Wappenvereinigung mit denen der Grafen von Flodorff, nachdem er, mit kaiserlicher Bewilligung bereits seit 1. März 1709 zu Wien, von Adrian Gustav Graf von Flodorff adoptiert wurde.
Ebenfalls den Reichsgrafenstand erhielten Carl Friedrich von Wartensleben, kaiserlicher Kämmerer und niederländischer General, sowie Carl Philipp Christian von Wartensleben, königlich schwedischer Geheimrat und Oberforstmeister, am 14. Oktober 1745 zu Frankfurt am Main.

## Wappen

### Stammwappen
Das Stammwappen zeigt in Gold einen aus einem grünen Busch über grünem Boden aufspringenden roten Wolf. Auf dem Helm mit rot-goldenen Helmdecken der Wolf zwischen zwei natürlichen Pfauenschweifen.

### Gräfliches Wappen
Die 1706 und 1745 verliehenen gräflichen Wappen haben drei Helme und zwei Schildhalter. Sie zeigen unter einem von Gold und Silber gespaltenen Schildhaupt einen schwarzen Doppeladler, dessen linker Flügel mit einem goldenen Kleestängel belegt ist. Auf dem rechten Helm mit schwarz-silbernen Helmdecken ein offener schwarzer Flug, dessen linker Flügel mit einem goldenen Kleestängel belegt ist. In der Mitte der Stammhelm, auf dem linken Helm mit rot-goldenen Decken ein mit einem blauen Band zweimal umwundener silberbekleideter Frauenarm.

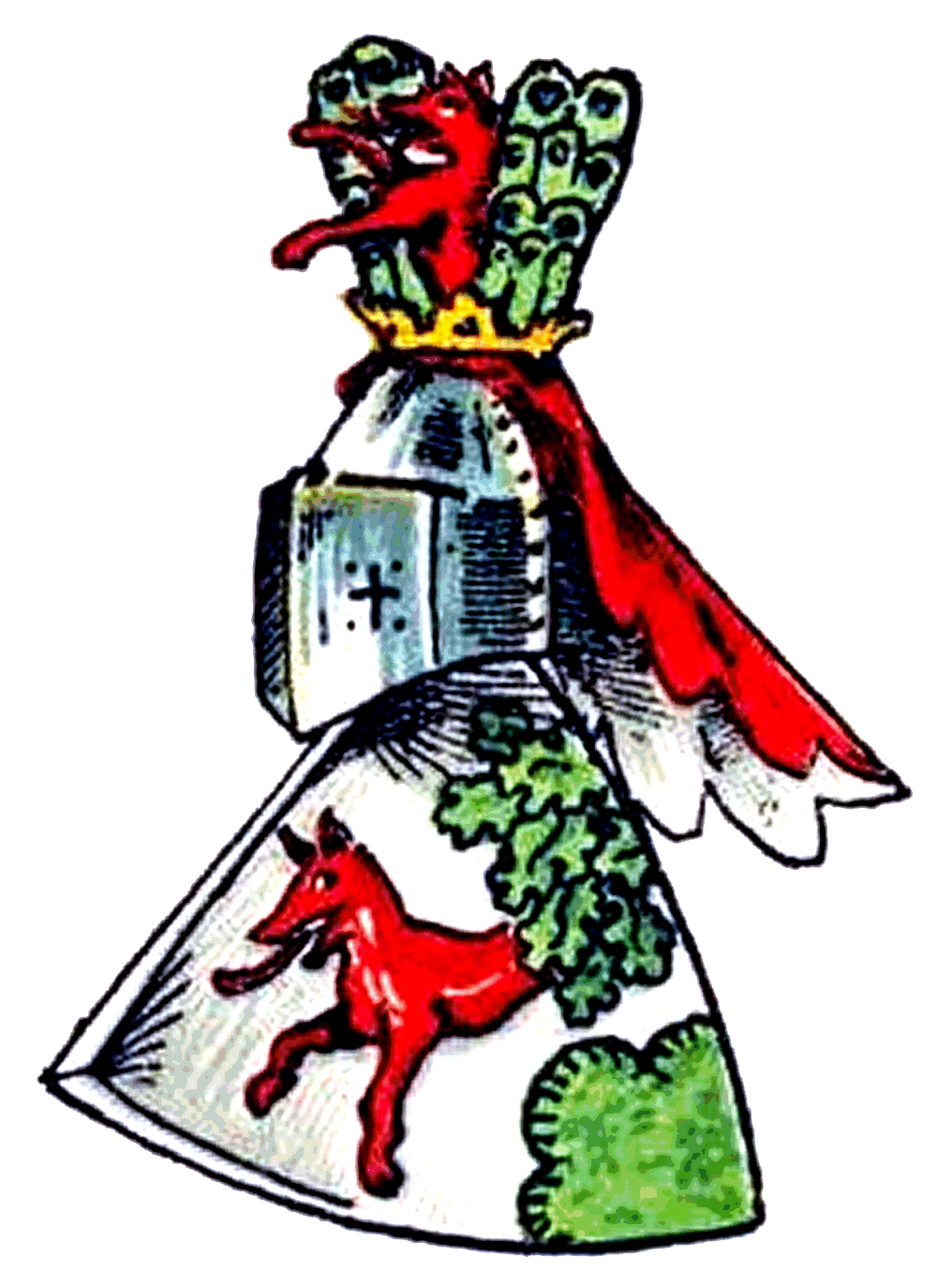
Variante des Stammwappens der Wartensleben
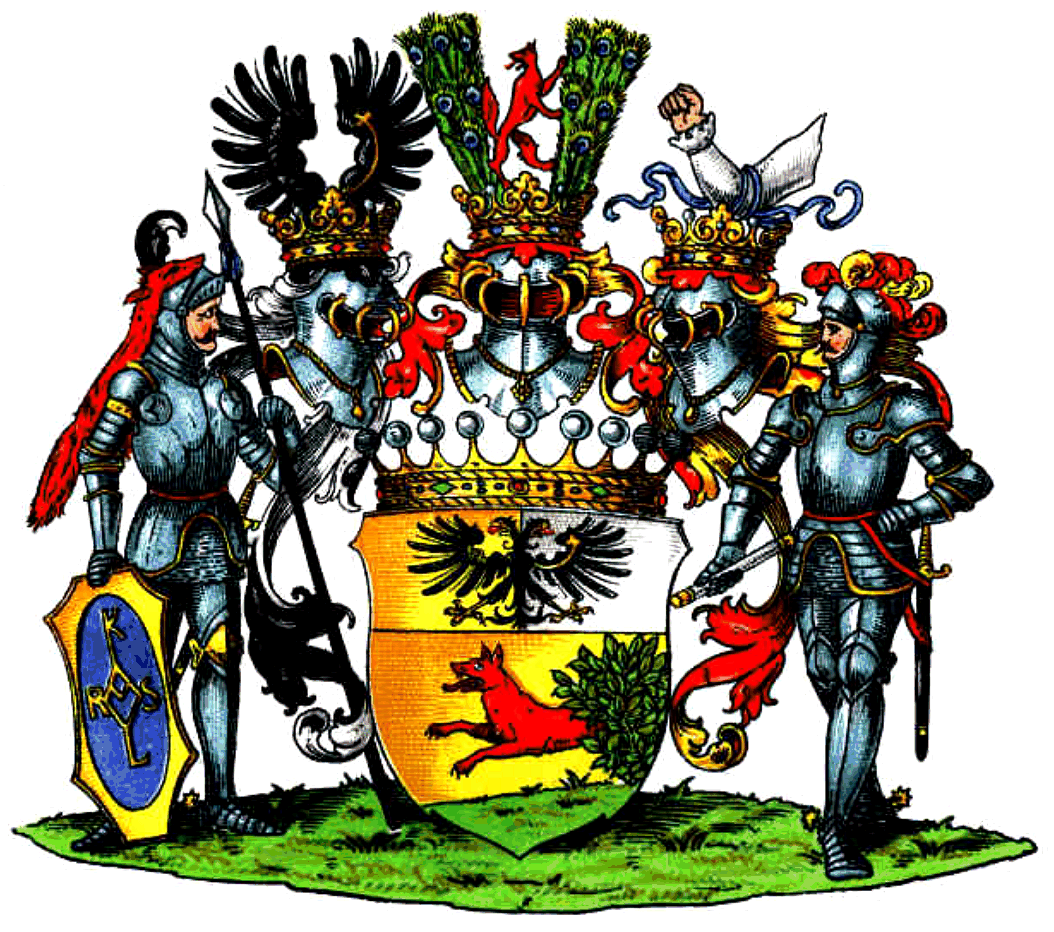
Wappen der Grafen von Wartensleben
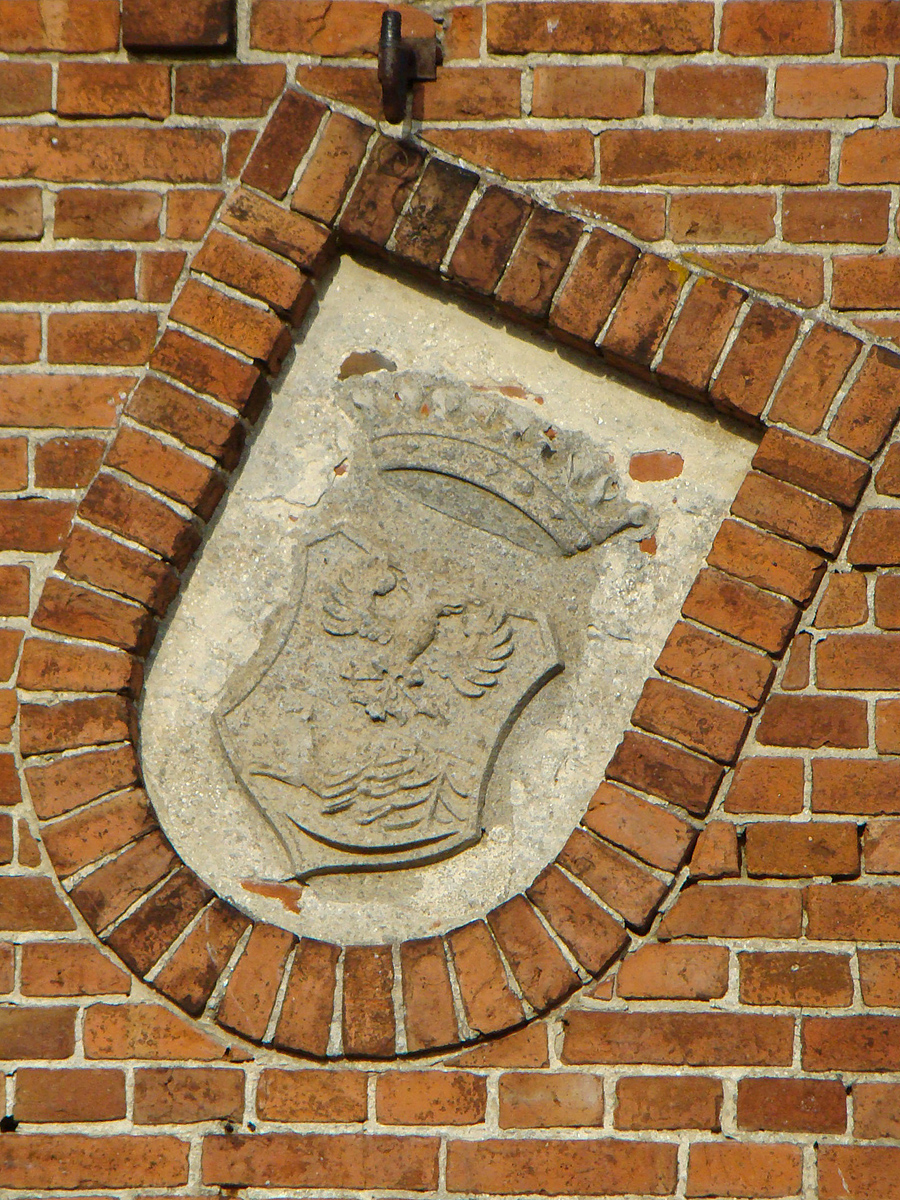
Wappen von Editha von Wartensleben am Gutshaus in Christinenhof

## Familienmitglieder
- Alexander von Wartensleben (Landrat) (1874–1964), deutscher Jurist, Mitglied des Provinziallandtages der Provinz Hessen-Nassau
- Alexander von Wartensleben-Schwirsen (1807–1883), preußischer Beamter und Politiker
- Alexander Hans Georg von Wartensleben (1838–1909), preußischer General der Kavallerie
- Alexander Hermann von Wartensleben (1650–1734), preußischer Generalfeldmarschall
- Carl Ludwig Christian von Wartensleben (1733–1805), niederländisch-deutscher Generalleutnant
- Clara von Wartensleben (1856–1939), Ehefrau der Grafen Friedrich zu Eulenburg und Alexander von Wartensleben
- Editha von Wartensleben (1837–1895), Ehefrau des Erblandmarschalls Kuno Graf von Hahn
- Ferdinand Graf von Wartensleben (* 18. Januar 1778; † 7. März 1821), k. k. Feldmarschallleutnant
- Friedrich Leopold Georg Graf von Wartensleben, (19. Juni 1721; † 15. November 1770), Generalfeldwachtmeister
- Gabriele von Wartensleben geb. von Andrian-Werburg (1870–1953), wurde am 3. Mai 1900 als erste Frau an der Philosophischen Fakultät in Wien promoviert
- Gustav von Wartensleben (1774–1834), preußischer Generalmajor, Domherr in Brandenburg
- Gustav von Wartensleben (1796–1886), preußischer Generalleutnant
- Hans Hermann Christian von Wartensleben (1835–1919), preußischer Generalleutnant
- Hermann von Wartensleben (Oberst) (1700–1764), preußischer Oberst und zuletzt Chef des Kürassierregiments Nr. 9

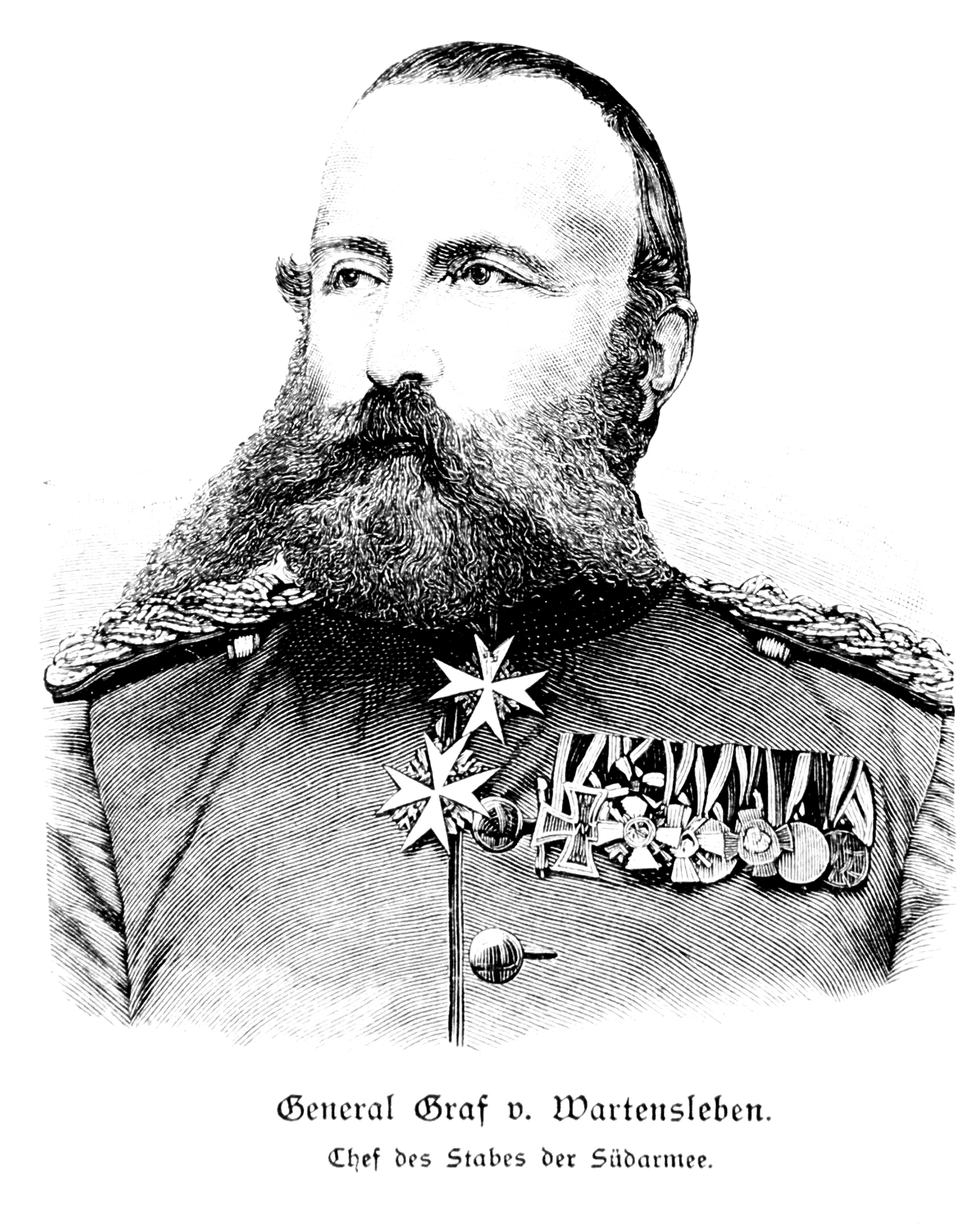
Hermann Ludwig von Wartensleben (1826–1921)

- Hermann Ludwig von Wartensleben (1826–1921)Hermann Ludwig von Wartensleben (1826–1921), preußischer General der Kavallerie und Kommendator des Johanniterordens
- Julius von Wartensleben (1809–1882), Stadtgerichtsrat in Berlin, Präsident der Juristischen Gesellschaft zu Berlin
- Julius Caesar Karl Oskar Erdmann von Wartensleben-Carow (1872–1930), deutscher Sportfunktionär
- Karl Emil von Wartensleben (1669–1714), landgräflich hessen-kasselscher Oberst und Brigadier, Oberhofmeister und Oberkämmerer
- Karl Sophronius Philipp von Wartensleben (1680–1751), sächsischer Kabinettsminister und Graf von Flodrop
- Leopold Alexander von Wartensleben (1710–1775), preußischer Generalleutnant und Komtur von Schivelbein
- Leopold Alexander von Wartensleben (1745–1822), preußischer Generalleutnant und Gouverneur von Erfurt
- Ludwig von Wartensleben (1831–1926), Gutsbesitzer, Mitglied des Preußischen Herrenhauses
- Wilhelm Ludwig Gustav von Wartensleben (1734–1798), kaiserlich österreichischer Feldzeugmeister